# Aforia multispiralis
Aforia multispiralis é uma espécie de gastrópode do gênero Aforia, pertencente a família Cochlespiridae.